# کاتر (آرکانزاس)
کاتر (آرکانزاس) (به انگلیسی: Cotter, Arkansas) یک شهر در ایالات متحده آمریکا با جمعیت ۱٬۰۷۸ نفر است که در آرکانزاس واقع شده‌است.

## موقعیت جغرافیایی
موقعیت جغرافیایی شهرها و مناطق اطراف به شرح زیر است: